# Андерсон, Пол (актёр)
Пол Андерсон (англ. Paul Anderson; род. 12 февраля 1978, Лондон) — английский актёр. Наиболее известен по ролям в фильмах «Выживший», «Легенда», «Шерлок Холмс: Игра теней» и сериалу «Острые козырьки».

## Биография
Много лет работал в сфере продаж театральных билетов. В середине 2000-х годов окончил Академию драматического искусства Уэббера Дугласа.
Актёрская карьера Пола началась в 2005 году с эпизодической роли в сериале «Доктор Кто». В 2011 году сыграл Себастьяна Морана в фильме «Шерлок Холмс: Игра теней».
С 2013 по 2022 год играл одну из главных ролей в сериале «Острые козырьки». В 2015 году сыграл в трёх фильмах: «Легенда», «В сердце моря» и «Выживший».

## Фильмография

### Фильмы
| Год  | Русское название                | Оригинальное название              | Роль                |
| ---- | ------------------------------- | ---------------------------------- | ------------------- |
| 2006 | Обрученные убийством            | Engaged to Kill                    | охотник             |
| 2008 | Френки Ховард: Скорее ты, чем я | Frankie Howerd: Rather You Than Me | Роджер              |
| 2009 | Фирма                           | The Firm                           | Бэкс                |
| 2010 | Подвал                          | The Basement                       | Джейк               |
| 2011 | Похищенная                      | A Lonely Place to Die              | Крис                |
| 2011 | Шерлок Холмс: Игра теней        | Sherlock Holmes: A Game of Shadows | Себастьян Моран     |
| 2012 | Свинтус                         | Piggy                              | Свинтус             |
| 2012 | Летучий отряд Скотланд-Ярда     | The Sweeney                        | Аллен               |
| 2012 | Страсть                         | Passion                            | Дирк Харриман       |
| 2013 | Остановившаяся жизнь            | Still Life                         | бездомный           |
| 2014 | 71                              | '71                                | сержант Лесли Льюис |
| 2014 | Электричество                   | Electricity                        | Барри Конор         |
| 2015 | Легенда                         | Legend                             | Альберт Донохью     |
| 2015 | В сердце моря                   | In the Heart of the Sea            | Калеб Чаппел        |
| 2015 | Выживший                        | The Revenant                       | Андерсон            |
| 2016 | Преисподняя                     | Brimstone                          | Фрэнк               |
| 2017 | 24 часа на жизнь                | 24 Hours to Live                   | Джим Морроу         |
| 2017 | Недруги                         | Hostiles                           | капрал Томми Томас  |
| 2018 | Робин Гуд: Начало               | Robin Hood                         | Гай Гисборн         |
| 2021 | Аллея кошмаров                  | Nightmare Alley                    | «человек-зверь»     |

### Сериалы
| Год       | Русское название          | Оригинальное название   | Роль              |
| --------- | ------------------------- | ----------------------- | ----------------- |
| 2003      | Розовая серенада          | Pink Serenade           | Джереми Фишер     |
| 2005      | Доктор Кто                | Doctor Who              | Джейсон           |
| 2007      | Безмолвный свидетель      | Silent Witness          | Дэйв Лисон        |
| 2008      | Прах к праху              | Ashes to Ashes          | подозреваемый     |
| 2008      | Льюис                     | Lewis                   | Фрэнк Споретти    |
| 2009      | Убийства в Мидсомере      | Midsomer Murders        | Грэхэм Спэйт      |
| 2011      | Обещание в тысячу дней    | The Promise             | сержант Фрэнк Нэш |
| 2011      | Льюис                     | Lewis                   | Алистэр Дарлоу    |
| 2013      | Главарь                   | Top Boy                 | Майк              |
| 2013      | Великое ограбление поезда | The Great Train Robbery | Гордон Гуди       |
| 2013—2022 | Острые козырьки           | Peaky Blinders          | Артур Шелби       |